# Штриттматтер, Эрвин
Эрвин Штриттматтер (нем. Erwin Strittmatter; 14 августа 1912, Шпремберг — 31 января 1994, Штехлин) — немецкий писатель, член Академии искусств ГДР, один из крупнейших писателей ГДР.

## Жизнь и творчество
Эрвин Штриттматтер родился в семье среднего достатка. Его родители владели мелочной лавкой и небольшой пекарней. Отец мальчика был немцем, мать принадлежала к лужицким сербам. В 1924—1930 годах Штриттматтер учится в реальной гимназии в родном городе. Затем учился на пекаря, работал кельнером, подсобным рабочим, помощником ветеринара и пекаря. В начале 1930-х годов вступил в СДПГ. После прихода национал-социалистов к власти в 1933 году Штриттматтер работал на химическом производстве в Тюрингии.
В августе 1940 года он подал заявление на вступление в Ваффен-СС, но принят не был. В 1941 году Штриттматтер был зачислен в 325-й батальон охранной полиции, находившейся в подчинении СС (18-й егерский горный полк СС («SS-Polizei-Gebirgsjäger-Regiment 18»)). Это воинское подразделение принимало участие в боях на территории Словении, Финляндии и Греции, занималось также подавлением партизанского движения. 18-й егерский горный полк СС проводил депортацию еврейского населения Афин в лагеря смерти. Впрочем, Э. Штриттматтер всегда утверждал, что никакого участия в карательных акциях не принимал, так как занимал должность ротного писаря.
После окончания Второй мировой войны Штриттматтер первое время работал пекарем, затем — редактором газеты Märkische Volksstimme. В 1950 году вышло в свет его первое сочинение «Погонщик волов» (Ochsenkutscher). В 1952 году он написал пьесу «Кацграбен» — о классовой борьбе в деревне; отвергнутая Потсдамским театром, пьеса привлекла внимание Бертольта Брехта и в 1953 году была поставлена в театре «Берлинер ансамбль». Штриттматтер, увлечённый теорией «эпического театра», некоторое время работал ассистентом Брехта в «Берлинер ансамбль», после чего полностью переключился на литературное творчество, причём в своих драмах также следовал за Брехтом.
С 1954 года и до самой своей смерти Штриттматтер жил в Шульценхофе (Руппенланд). В 1959—1961 годах он был 1-й секретарём Союза немецких писателей (ГДР). В 1963 он написал свой роман «Оле Бинкоп», один из самых читаемых в ГДР. В 1963—1972 Штриттматтер писал исключительно новеллистику. В 1983, 1987 и 1992 вышли в свет все 3 части его трилогии «Лавка» (Der Laden), посвящённой родному городу, проблематике немецко-сорбских отношений, строительству нового общества в ГДР. В 1998 году по мотивам трилогии был снят художественный фильм того же названия, удостоенный премии Германского телевидения Адольфа Гримме.
В 1955 году писатель получил национальную премию ГДР за роман для юношества «Тинко». В 1961 ему была присуждена литературная премия Лессинга. Художественная проза Э. Штриттматтера переведена на более чем 40 языков. После объединения Германии было принято решение об учреждении литературной премии Эрвина Штриттматтера. Однако правительство земли Бранденбург, после долгих размышлений и припомнив службу писателя в СС, назвало новоучреждённую премию Бранденбургской литературной премией окружающей среды (Brandenburgischer Literaturpreis Umwelt).
Женой писателя была поэтесса Эва Штриттматтер (1930−2011).
На русском языке вышли его романы «Тинко», «Оле Бинкоп» (1964), «Погонщик волов», повесть «Пони Педро» и др. В журнале Иностранная литература неоднократно печатались переводы его произведений — «Листок календаря» (1967, № 10) из книги «Шульценхофский календарь всякой всячины», «Маленькие истории» (1971, № 6) из книги «Без четверти сто маленьких историй», рассказы из сборников «Синий соловей, или Так это начинается» (1973, № 10) и «Вторник в сентябре» (1978, № 4) и другие.

## Сочинения
| - Ochsenkutscher (1950) - «Кацграбен» (Katzgraben, 1952) - «Стена падает» (Eine Mauer fällt, 1953) - «Тинко» (Tinko, 1954) - Paul und die Dame Daniel (1956) - Katzgraben — Szenen aus dem Bauernleben Mit einem Nachspiel (1958) - Der Wundertäter (1957, 1973, 1980) - «Голландская невеста» (Die Holländerbraut, 1959) - Pony Pedro (1959) - Ole Bienkopp (1963) - Schulzenhofer Kramkalender (1-е издание вышло в издательстве Aufbau 1967) - «Голландская невеста» (Die Holländerbraut, 1967) — пьеса в 5 актах - «Вторник в декабре» (Ein Dienstag im Dezember, 1969) - 3/4hundert Kleingeschichten (1971) - Die blaue Nachtigall (или Der Anfang von etwas) (1976) - Ein Dienstag im September (16 романов в виде стенограммы, 1977) - Sulamith Mingedö, der Doktor und die Laus (1977) | - Meine Freundin Tina Babe (1977) - Die Nachtigall-Geschichten (1972, 1977, 1985) - Die alte Hofpumpe (1979) - Selbstermunterungen (1981) - Wahre Geschichten aller Ard(t) (1982) - Der Laden (1983, 1987, 1992) - Ponyweihnacht (1984) - Grüner Juni (1986) - Lebenszeit (1987) - Die Lage in den Lüften (1990) - Der Weihnachtsmann in der Lumpenkiste (2003) - Flikka (ок. 1982) - Wie ich meinen Großvater kennenlernte - Vor der Verwandlung (Эрвин и Ева Штриттматтер, 1995) - Geschichten ohne Heimat (2002) - Wie der Regen mit dem See redet (2002) - Kalender ohne Anfang und Ende — Notizen aus Piestany (изд. Ева Штриттматтер, 2003) - Lebenszeit — Ein Brevier (с 85 личными фотографиями) - Todesangst — Eine Nacht (2005) |